# ISO 3166-2:TJ
ISO 3166-2:TJ — стандарт Международной организации по стандартизации, который определяет геокоды. Является подмножеством стандарта ISO 3166-2, относящимся к Таджикистану.
Стандарт охватывает три области. Каждый код состоит из двух частей: кода ISO 3166-1 для Таджикистана — TJ и двухсимвольного кода, записанных через дефис.
Дополнительный двухбуквенный код в образован созвучно из англоязычных названий, аббревиатур названий областей.
Геокод трёх областей Таджикистана являются подмножеством кода домена верхнего уровня — TJ, присвоенного Таджикистану в соответствии со стандартами ISO 3166-1.

## Геокоды Таджикистана
Геокоды двух областей административно-территориального деления Таджикистана.
| Геокод | Административная единица | Статус  |
| ------ | ------------------------ | ------- |
| TJ-SU  | Согдийская область       | область |
| TJ-KT  | Хатлонская область       | область |

Геокод автономной области Таджикистана.
| Геокод | Административная единица | Статус             |
| ------ | ------------------------ | ------------------ |
| TJ-GB  | Горно-Бадахшанская       | автономная область |

Геокоды города Душанбе и районов республиканского подчинения Таджикистана.
| Геокод | Административная единица           | Статус          |
| ------ | ---------------------------------- | --------------- |
| TJ-DU  | Душанбе                            | город           |
| TJ-RA  | Районы республиканского подчинения | города и районы |

## Геокоды пограничных для Таджикистана государств
- Узбекистан — ISO 3166-2:UZ (на северо-западе),
- Киргизия — ISO 3166-2:KG (на севере),
- Китай — ISO 3166-2:CN (на востоке),
- Афганистан — ISO 3166-2:AF (на юге),